# 釋迦ヶ嶽雲右エ門
釋迦ヶ嶽（釈迦ヶ嶽） 雲右エ門（しゃかがたけ くもえもん、1749年（寛延2年） - 1775年（安永4年）3月15日（旧暦2月14日））は、出雲国能義郡（現：島根県安来市）出身の元大相撲力士。本名は天野 久富（あまの ひさとみ）。
看板大関としてデビューし、歴代大関としての代数は第36代とされる。実弟の稲妻咲右エ門も大関で、大相撲史上初の兄弟幕内力士でもある。

## 来歴
1749年（寛延2年）に出雲国能義郡（現：島根県安来市）で生まれる。当初は大坂相撲で「大鳥井」の四股名で看板大関として出場したが、1770年（明和7年）11月の江戸相撲において「釋迦ヶ嶽」の四股名で出場した。その場所で6勝1預1休の優勝相当成績を挙げると、1771年3月場所も6勝1敗1休とし、二度目の優勝相当成績を挙げた。その後は関脇を4場所務めているが、そのうち2場所は休場している。
身長226cm、体重172kgと江戸相撲では並外れた超大型の力士で、巨人力士は大半が見かけに反して実力不足とされることが多いが、釋迦ヶ嶽は例外的に力士としての実力も高いことで知られている。しかし従来から病人であるためか顔色が悪く、眼の中が澱んでいたという。1775年（安永4年）3月15日（旧暦2月14日）、現役中に27歳で死去しているが、釈迦の命日と同じであり、四股名と併せて奇妙な巡り合わせと評判になった。
東京都江東区の富岡八幡宮には、釋迦ヶ嶽の等身碑が建てられている。巨体に纏わるエピソードには事欠かず、摂津国（現：大阪府北中部の大半と兵庫県南東部）の住吉神社に参拝した帰りに茶店に立ち寄ったが、代金を支払うのに2階の窓へ支払ったと伝わる。また、道中で履く草鞋は長さが約38cm、手形においては長さ25.8cm、幅13cmだったというが、本人は長身ゆえに何事につけ不自由するため性格も塞ぎがちで、芝居見物などの人混みを嫌ったと伝わる。
1773年（安永2年）に後桜町天皇から召されて関白殿上人らの居並ぶ中で拝謁して土俵入りを披露し、褒美として天皇の冠に附ける緒2本が与えられた。それは聞いた主君の出羽守（松平治郷）から召されて、2本の緒を目にした出羽守は驚きつつ喜び、側近に申し付けて小さな神棚を設けて緒を祀った。釋迦ヶ嶽が死去した時、神棚が激しい音を立てて揺れたため、出羽守は気味悪く思って出雲大社に奉納したと伝わっている。

## 主な成績（江戸）
- 初土俵：明和7年11月場所 大関付け出し（看板大関）
- 新入幕：明和7年11月場所 大関付け出し（看板大関）
- 通算成績：23勝3敗1分1預20休
- 現役在位：6場所
- 大関成績：12勝1敗1預2休
- 大関在位：2場所
- 優勝相当成績：3回（明和7年11月場所、明和8年3月場所、安永2年3月場所）
- 最終場所：安永3年4月場所（これより後の番付には載らず、現役中に死去）

### 場所別成績
| 1770年 | x                | 東大関 6–0–1 1預  |
| 1771年 | 西大関 6–1–1     | 番付非掲載 不出場 |
| 1772年 | x                | 東関脇 5–2–1      |
| 1773年 | 東関脇 6–0–1 1分 | 東関脇 0–0–8      |
| 1774年 | 西関脇 0–0–8     | 引退 –            |
| 各欄の数字は、「勝ち-負け-休場」を示す。 優勝 引退 休場 十両 幕下 三賞：敢=敢闘賞、殊=殊勲賞、技=技能賞 その他：★=金星 番付階級：幕内 - 十両 - 幕下 - 三段目 - 序二段 - 序ノ口 幕内序列：横綱 - 大関 - 関脇 - 小結 - 前頭（「#数字」は各位内の序列） |                  |                   |